# Colombar odorifère
Treron olax
Espèce
Statut de conservation UICN

 LC  : Préoccupation mineure
Le Colombar odorifère (Treron olax) est une espèce d'oiseau de la famille des Columbidae

## Répartition
Cet oiseau se trouve au Brunei, Indonésie, Malaisie, Singapour et Thaïlande.

## Habitat
Il habite les forêts de plaines humides subtropicales ou tropicales.